# Eli von Haber

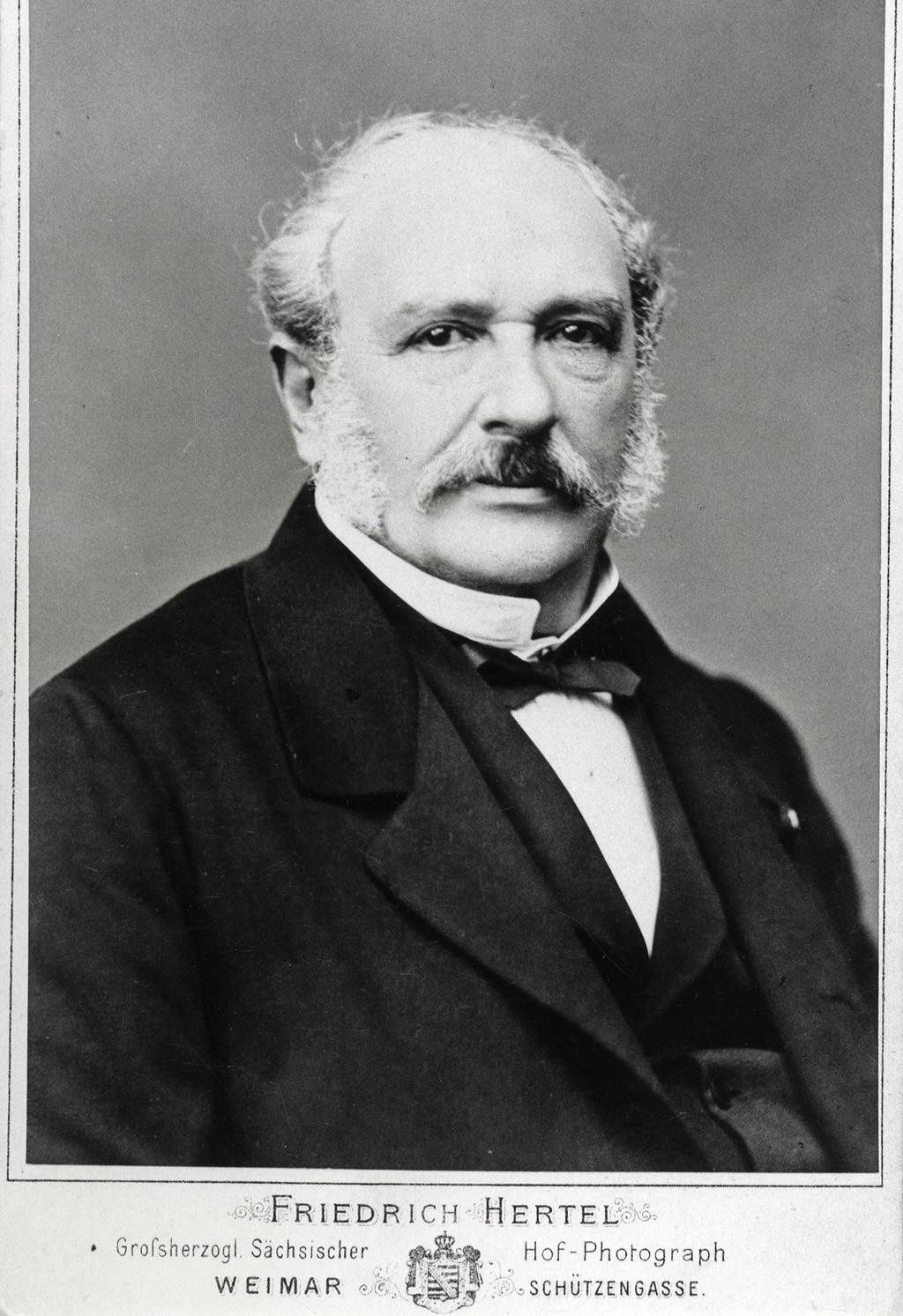

Emil von Haber, vormals Eli, (* 22. August 1807 in Karlsruhe; † 22. August 1881 in Berlin) war ein deutscher Arzt und Parlamentarier.

## Leben
Emil von Haber wurde geboren als Sohn des badischen und preußischen Hofagenten und Hofbankiers Salomon von Haber (1764–1839). Ab 1826 studierte er Medizin an der Ruprecht-Karls-Universität Heidelberg und der Georg-August-Universität Göttingen. 1827 wurde er Mitglied des Corps Suevia Heidelberg. 1828 schloss er sich in Göttingen dem Corps Bado-Würtembergia an. 1830 wurde er in Heidelberg zum Dr. med. promoviert. Zeitgleich wurde ihm für Karlsruhe die Ausübung der Wundarneikunst beschieden. Nach dem Studium war er Kreischirurgus in Rybnik.
Später ließ er sich als Arzt in Berlin nieder, wo er auch als Rentner lebte. Er wurde Leibarzt des preußischen Königs Wilhelm I.
Emil von Haber war verheiratet mit Susanne geb. Berend(s) (1811–1887), Tochter des Geheimen Kommerzienrats Louis Bacher Berend und der Therese, geborenen Steinthal.
Am 14. Dezember 1843 verletzte sein Bruder Moritz von Haber (1798–1874) den badischen Offizier Georg von Sarachaga-Uria (* 1811; Bruder des Heidelberger Schwaben Mariano von Uria) bei einem Duell in Oggersheim tödlich.
Emil von Haber war Mitglied der Preußischen Nationalversammlung von 1848. Im Folgejahr 1849 saß er in der 1. Legislaturperiode als Abgeordneter des Wahlkreises Oppeln im Preußischen Abgeordnetenhaus. Er gehörte zur Fraktion des Linken Zentrums.
Eine von ihm u. a. mit dem Grafen Adolf von Königsmarck, dem Fürsten von Bentheim und dem Landrat Alexander von Lavergne-Peguilhen beabsichtigte Gründung einer „Preußischen Credit-Gesellschaft für gewerbliche und landwirtschaftliche Industrie“ kam nicht zustande.
Seine Grabstätte befindet sich auf dem Friedhof der Dorotheenstädtischen und Friedrichswerderschen Gemeinden in Berlin, neben denen seiner Verwandten, auch die des Egon von Haber.

## Ehrungen
Von Haber wurde nach Prüfung durch das Kapitel und auf Vorschlag des Herrenmeisters Carl von Preußen von König Wilhelm I. 1869 zum Ehrenritter des Johanniterorden ernannt.

## Schrift
- Dissertation: Casum rarissimum partus qui propter exostosin in pelvi absolvi non potuit. Verlag Osswald, Heidelberg 1830.

## Weblink
- Grabsteine der Familie des Eli von Haber in Berlin, In: Grabstein-Projekt des Vereines für Computergenealogie (CompGen), Stand 20. Juni 2025.